# Paragymnopteris delavayi
Paragymnopteris delavayi är en kantbräkenväxtart som först beskrevs av Bak., och fick sitt nu gällande namn av K. H. Shing. Paragymnopteris delavayi ingår i släktet Paragymnopteris och familjen Pteridaceae. Inga underarter finns listade.